# Lucrezia morta
La Lucrezia morta (in catalano Lucrècia morta; in spagnolo Lucrecia muerta), o Lucrezia morente, è una scultura realizzata da Damià Campeny i Estrany nel 1804. Campeny ne trasse una versione in marmo nel 1833, che si conserva alla Loggia del Mare, mentre una copia in bronzo, che si trova nel museo nazionale d'arte della Catalogna, venne realizzata nel 1934. Nella biblioteca-museo Victor Balaguer si conserva una copia dell'originale di Damià Campeny realizzata da Amatore Orlandi su richiesta di Francesc Abellà.

## Storia
La vita di Campeny si lega alla storia della scuola di belle arti di Barcellona, dove ricevette una buona formazione artistica che gli permise di diventare uno scultore neoclassico importante e, in seguito, di insegnare l'arte della scultura nella stessa scuola. I diciotto anni che passò a Roma come pensionario per la camera di commercio furono decisivi per la sua carriera, soprattutto grazie al suo rapporto con Antonio Canova, che influenzò la sua produzione artistica.
La Lucrezia, forse la sua opera più celebre, fu una delle sculture che l'autore scolpì a Roma e fece scaturire una polemica in quanto venne ritenuta una copia di una scultura greca, nonostante l'accusa di plagio sia stata smentita da vari testimoni. Nel 1833 Campeny scolpì la versione marmorea, che si conserva nell'edificio della Loggia del Mare.

## Descrizione

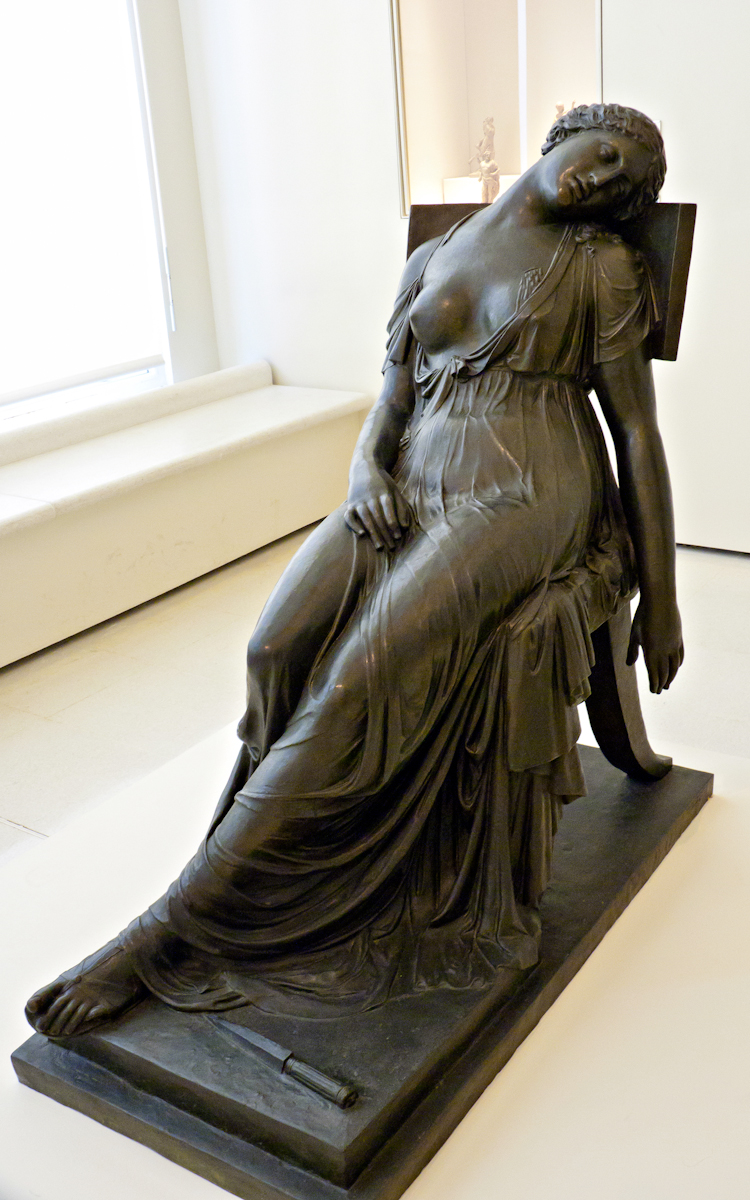
La versione in bronzo del 1934

Ritenuta una delle creazioni più belle dello scultore, nonché un capolavoro della scultura neoclassica catalana, l'opera ritrae la giovane Lucrezia che si è appena suicidata per non sopportare l'umiliazione inflitta dal figlio di Tarquinio il Superbo. Il petto della donna è scoperto, un suo braccio penzola, l'altro riposa sul busto e a terra si trova il pugnale, che trasmette l'azione del suicidio appena avvenuto, del quale non si vedono che le conseguenze. In un contrasto emotivo con la tragicità del tema, il corpo della giovane riposa su un trono con una certa delicatezza, non priva di un certo erotismo, un elemento tipico del movimento neoclassico. Secondo le cronache, la morte di Lucrezia fu un evento politico importante perché avrebbe portato alla nascita della repubblica romana.
Il tema è tratto dal racconto sulle origini di Roma tramandato da Tito Livio, gli Ab Urbe condita libri, in particolare il primo. Livio raccontò come Lucrezia fosse stata stuprata da Sesto Tarquinio, il figlio di Tarquinio il Superbo, invaghitosi di lei. Dopo questo evento tragico, Lucrezia fece chiamare suo padre e suo marito Collatino, spiegò loro cosa era successo e poi si tolse la vita.